# Сен-Ва-ан-Ож
Сен-Ва-ан-Ож (фр. Saint-Vaast-en-Auge) — коммуна во Франции, находится в регионе Нижняя Нормандия. Департамент коммуны — Кальвадос. Входит в состав кантона Дозюле. Округ коммуны — Лизьё.
Код INSEE коммуны — 14660.

## Население
Население коммуны на 2010 год составляло 103 человека.
| 1962 | 1968 | 1975 | 1982 | 1990 | 1999 | 2010 |
| ---- | ---- | ---- | ---- | ---- | ---- | ---- |
| 91   | 92   | 84   | 88   | 82   | 81   | 103  |

## Экономика
В 2010 году среди 60 человек трудоспособного возраста (15—64 лет) 41 были экономически активными, 19 — неактивными (показатель активности — 68,3 %, в 1999 году было 77,8 %). Из 41 активных жителей работали 37 человек (21 мужчина и 16 женщин), безработных было 4 (2 мужчин и 2 женщины). Среди 19 неактивных 6 человек были учениками или студентами, 8 — пенсионерами, 5 были неактивными по другим причинам.